# 秋田県立総合プール
秋田県立総合プール（あきたけんりつそうごうプール）は、秋田市新屋（通称：向浜）にある公営プールである。運営管理は秋田県立野球場同様、秋田県総合公社が行っている。ちなみに、名誉館長は地元秋田市出身の水泳選手である長崎宏子である。

## 施設概要
- 住所：秋田県秋田市新屋町字砂奴寄4-50
  - メインプール：水深 2.0m（一部、可動床）。10コース、競泳50m。観客席2000席（固定1200席、仮設800席）
  - サブプール：水深 1.4m（可動床）。観客席148席（すべて固定）
  - 飛込み用プール：水深 5.0m（可動床）。飛込み台（10m、7.5m、5m、3m）
- 休館日：毎月第3月曜日（ただし、休日の場合は翌日）、年末年始（12月29日〜1月1日）、1月20日〜2月3日（特別点検期間）。
- 開場時間：平日・土曜：10:00〜20:30、日曜・祝日：10:00〜17:00。遊泳終了は、各15分前まで。

## 交通

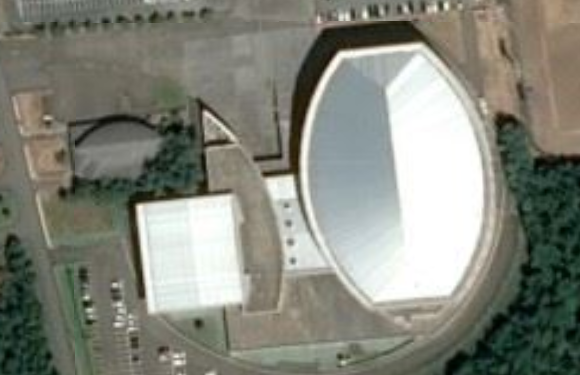
衛星図

- JR秋田駅西口から秋田中央交通・県立プール行きで終点下車。
- 秋田自動車道・秋田北ICから車で約15分。